# Noussoun
Ne doit pas être confondu avec Noussou.
Noussoun est une localité située dans le département de Loumana de la province de la Léraba dans la région des Cascades au Burkina Faso.

## Démographie
| 2003 | 2006 | 2012 |
| ---- | ---- | ---- |
| 911  | 793  | -    |

## Éducation et santé
Le centre de soins le plus proche de Noussoun est le centre de santé et de promotion sociale (CSPS) de Néguéni tandis que le centre médical avec antenne chirurgicale (CMA) est à Sindou et que le centre hospitalier régional (CHR) se trouve à Banfora.
Le village possède une école primaire publique.